# Гонзо-порнографія

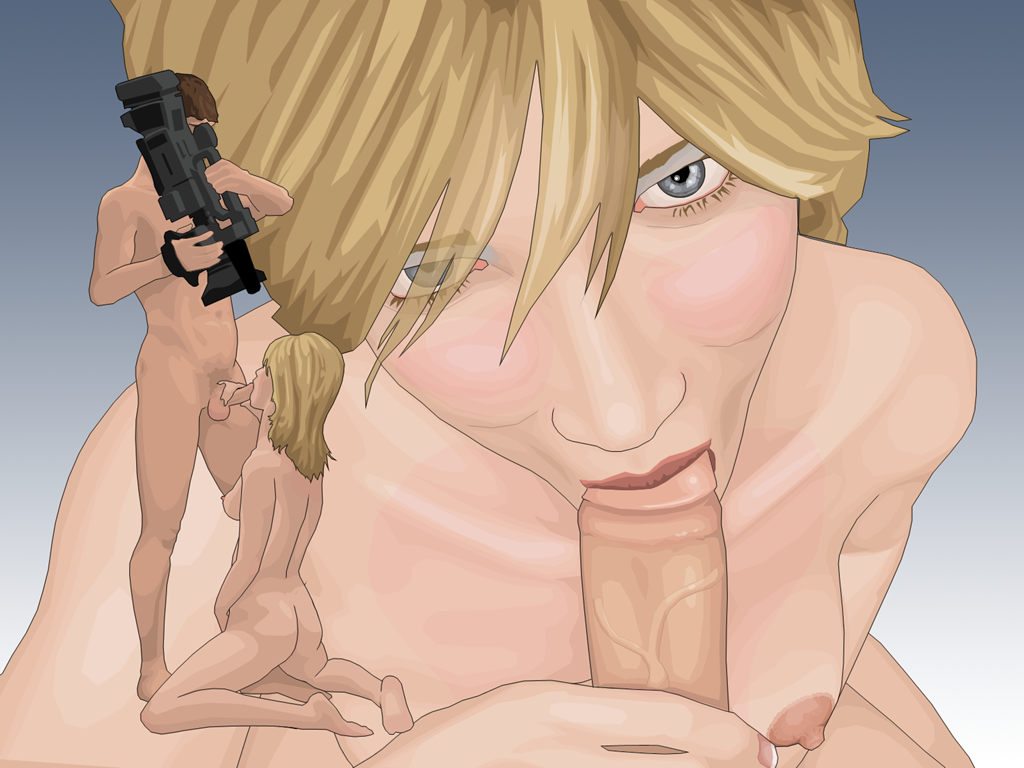
Сцена гонзо; Порноактор (ліворуч) знімає порноакторку в процесі феляції

Гонзо-порнографія (англ. Gonzo pornography) — жанр порнофільмів, у якому оператор (той, хто знімає), втягується в сексуальні сцени й стає одним з безпосередніх учасників. Також для гонзо-порнографії характерні великі натуралістичні плани зйомок і часто деяка фрікова поведінка учасників.
Назву отримав від гонзо-журналістики, де репортер цілком занурювався в дійство, яке мав описувати, і сам виступав одним з його елементів. За аналогією, гонзо-порнографія передбачає активну участь оператора, або знімає режисера в якості актора, чим в докорінно відрізняється від стандартного підходу до зйомок порнофільмів, в яких виконавці сексуальних сцен і знімальний персонал не можуть перетинатися в кадрі.

## Особливості
Гонзо-порнофільми протилежні «постановчим» фільмам: у них ігноруються або ж приділяється мізерне значення таким складовим зйомок, як сценарій, сюжет, діалоги, акторська гра, створення павільйонів. Постановчі фільми часто переглядають пари, і частина їх спеціально виготовляється в софт-версіях, а ось гонзо, як правило, менш за все цікаві парам і завжди є хардкор-порно.
Деякі з порнорежисерів жанру відзначають, що гонзо-порно теж зазнало ряду змін з моменту своєї появи — середини 1990-х.
Також через зростання своєї популярності гонзо-порно перестало бути маргінальним в порноіндустрії і стало складовою частиною мейнстримного порно. Ряд порностудій, що знімають у жанрі гонзо, все більше уваги приділяють якості освітлення і звуку, не нехтують зйомками з дорогою білизною, а як інтер'єри використовують різноманітні апартаменти класу люкс. 
При цьому гонзо-порно залишається привабливим для початківців з огляду на низьку вартість знімання (через відсутність витрат на постановчу складову). Порноакторка Міка Тен в інтерв'ю від 2008 року оцінила створення однієї стрічки у 16 тис. доларів.